# My City: Roll & Write
My City: Roll & Write ist ein Würfelspiel des deutschen Spieleautors Reiner Knizia, das 2022 beim Kosmos-Spieleverlag erschien. Es baut auf dem Brettspiel My City aus dem Jahr 2020 auf und wird wie dieses als Kampagnenspiel gespielt. Thematisch bauen die Mitspieler jeweils eine eigene Stadt; statt vorgegebener Gebäudeteile würfeln sie allerdings die Form und den Typ der dafür verwendeten Gebäude aus.

## Hintergrund und Spielmaterial
My City: Roll & Write ist ein Kampagnenspiel, bei dem die Spieler jeweils versuchen, auf ihrem Wertungsblatt eine Stadt zu bauen und damit möglichst viele Punkte zu machen. Als Kampagne wird das Spiel über insgesamt 12 Spiele in vier Episoden gespielt. Im Laufe der Kampagne werden dem Basisspiel weitere Regeln und Szenarios zugefügt. Das Spielmaterial besteht neben der Spielanleitung aus drei sechsseitigen Würfeln und einem Wertungsblock mit doppelseitig bedruckten Wertungsblättern für die verschiedenen Szenarien; neben diesem Material werden Stifte benötigt.

## Spielweise
Zu Beginn jeder Spielrunde bekommt jeder Mitspieler ein Wertungsblatt für das jeweils aktuelle Spiel, das alle vor sich auslegen.
Die drei Würfel kommen in die Mitte und vor jeder einzelnen Runde des Spiels werden sie von einem der Mitspieler geworfen. Zwei der Würfel zeigen jeweils ein bis drei Gebäudeteile, die jeweils einem Kästchen auf dem Wertungszettel entsprechen, einer hat zudem eine Seite mit einem Zirkel. Der dritte Würfel zeigt Symbole für die drei verschiedenen Gebäudetypen: Wohn-, Gewerbe- und öffentliche Gebäude. Aus dem Ergebnis des Würfelwurfs werden die zu platzierenden Gebäude zusammengestellt und jeder Mitspieler muss das Ergebnis auf seinem Wertungsblatt entsprechend den Regeln des jeweiligen Szenarios einzeichnen. Grundsätzlich dürfen verschiedene Strukturen nicht überbaut werden und neu eingezeichnete Gebäude müssen an bereits bestehende angrenzen. Zudem darf ein Spieler einige Male pro Runde passen oder die Runde für sich beenden.
Nachdem alle Spieler gepasst haben, ist die Runde beendet und wird gewertet. Auch die Wertung ist abhängig von jedem Szenario, grundsätzlich bekommen die Spieler Minuspunkte für gepasste Runden, nicht überbaute Steine und leergelassene Felder und Pluspunkte für nicht überbaute Bäume auf dem Wertungsblatt. Gewinner der jeweiligen Runde ist jeweils der Spieler mit den meisten Punkten.
Mit den verschiedenen Szenarien in der fortlaufenden Kampagne kommen neue Regeln hinzu, die beim Eintragen und in der Wertung berücksichtigt werden. Die Landschaften bleiben dabei grundsätzlich gleich bzw. ändern sich nur minimal durch Aufstauungen im Fluss. Jeweils 3 Spiele sind zu einem Kapitel zusammengefasst:
- Kapitel 1: Das neue Land (Spiele 1 bis 3)
- Kapitel 2: Die Kirchen (Spiele 4 bis 6)
- Kapitel 3: Herausforderungen (Spiele 7 bis 9)
- Kapitel 4: Banditen (Spiele 10 bis 12)

## Ausgaben
My City: Roll & Write wurde von dem deutschen Spieleautor Reiner Knizia auf der Basis seiner Spiels My City als Würfelspielvariante entwickelt und erschien 2022 beim Kosmos-Spieleverlag in einer deutschen und englischen Version sowie bei 999 Games in einer niederländischen Version.

## Belege
1. 1 2 3 4 5 6  Offizielle Spielregeln für My City, Kosmos 2020.
2. ↑  Versionen von My City: Roll & Write in der Spieledatenbank BoardGameGeek (englisch); abgerufen am 15. Mai 2020